# Torneo Ingreso 1913

El Torneo Ingreso a la LPFA (conocida hoy como APF) de 1913 fue una competencia entre clubes de fútbol de Paraguay, debido a que la temporada de ese año se hallaba vacante un lugar para el campeonato de dicha entidad a la Primera División de Honor, cuyo puesto solicitaron 4 clubes, provenientes de otras Ligas independientes: 10 de Agosto de San Lorenzo, Porvenir de Ypacaraí, River Plate y Cerro Porteño de la Liga Vencedor, ambos de Asunción.
En tales condiciones se organizó el Torneo Ingreso a la Liga Paraguaya de Football Association, con un sistema de eliminación directa. Lo conquista el Club Cerro Porteño, proveniente de la Liga Vencedor y adjudicándose así el derecho a formar parte, desde ese año hasta hoy día, de la Asociación Paraguaya de Fútbol.

## Clasificatorio
| 10 de Agosto                           | 4 - 1 | Porvenir |
| 10 de Agosto clasifica al ganar 4 - 1. |       |          |

| Parque Caballero                        | Cerro Porteño | 2 - 1 | River Plate |
| Cerro Porteño clasifica al ganar 2 - 1. |               |       |             |

## Final
| Cerro Porteño                                                    | 1 – 0 | 10 de Agosto |
| Cerro Porteño triunfa 1 - 0 con la anotación de Martín Carvallo. |       |              |